# Jedliny
Jedliny (do 1945 niem. Wolfshorst) – obecnie uroczysko, dawna miejscowość położona w Polsce, w województwie zachodniopomorskim, w powiecie goleniowskim, w gminie Goleniów.
Wieś, położona w pobliżu rzeki Krępy, została założona z fundacji miasta Szczecina w 1725 roku na miejscu dawnego wilczego gniazda (stąd nazwa Wolfshorst). W 1905 roku liczyła kilkanaście zagród i 189 mieszkańców. Wieś została opuszczona po 1945 roku, zabudowania rozebrano w latach 50. Polską nazwę Jedliny wprowadzono urzędowo rozporządzeniem Ministrów Administracji Publicznej i Ziem Odzyskanych z dnia 9 grudnia 1947 roku.